# Pere de Montpezat
Pere de Montpezat (Espon, ? — Barcelona, 1549) va ser un impressor occità, actiu a Barcelona.
Es traslladà a Barcelona almenys des de 1528, on treballà primer al taller de Joan Rosenbach, i posteriorment, al de Carles Amorós. Finalment, s'establí en el seu propi taller des de 1532. Entre les obres que s'encarregà d'imprimir hi destaca la traducció al castellà de Joan Boscà de l'obra El cortesà (1534) de Baldassare Castiglione, les Epístoles d'Antonio de Guevara (1544), els breviaris de la diòcesi de Barcelona i les diferents obres de Jaume Callís, l'any 1549. Se suposa que Arnau Guillem de Montpezat va ser familiar seu, el qual s'encarregà d'estampar l'any 1539 el Llibre dels costums de Tortosa. Pere de Montpezat va finar l'any 1549, possiblement, a la ciutat de Barcelona.
Al CRAI Biblioteca de Fons Antic de la UB trobareu diverses obres impreses per Pere de Montpezat, així com una imatge de la marca d'impressor que el va identificar al llarg de la seva trajectòria professional.